# A Mix-up in Raincoats
A Mix-up in Raincoats è un cortometraggio muto del 1911 diretto da Mack Sennett. Prodotto dalla Biograph Company e interpretato da Ford Sterling e Fred Mace, il film uscì in sala il giorno di Natale 1911.

## Produzione
Il film fu prodotto dalla Biograph Company.

## Distribuzione
Distribuito dalla General Film Company, il film - un cortometraggio di 150 metri - uscì nelle sale statunitensi il 25 dicembre 1911.
Nelle proiezioni, veniva programmato con il sistema dello split reel, accorpato in un'unica bobina con un altro cortometraggio prodotto dalla Biograph, la commedia Caught with the Goods.